# Ladies Open Biel Bienne 2017
Ladies Open Biel Bienne 2017 — жіночий тенісний турнір, що проходив на закритих кортах з твердим покриттям. Це був перший за ліком Ladies Open Lugano. Належав до категорії International у рамках Туру WTA 2017. Відбувся в Swiss Tennis Center на Алеї Роджера Федерера в Білі (Швейцарія). Тривав з 10 до 16 квітня 2017 року.

## Очки і призові

### Розподіл очок
| Дисципліна       | П   | Ф   | ПФ  | ЧФ | 1/8 | 1/16 | Q   | Q3  | Q2  | Q1  |
| Одиночний розряд | 280 | 180 | 110 | 60 | 30  | 1    | 18  | 14  | 10  | 1   |
| Парний розряд    | 280 | 180 | 110 | 60 | 1   | Н/Д  | Н/Д | Н/Д | Н/Д | Н/Д |

### Розподіл призових грошей
| Дисципліна       | П       | F       | ПФ      | ЧФ     | 1/8    | 1/16   | Q2     | Q1   |
| Одиночний розряд | $43,000 | $21,400 | $11,500 | $6,175 | $3,400 | $2,100 | $1,020 | $600 |
| Парний розряд    | $12,300 | $6,400  | $3,435  | $1,820 | $960   | Н/Д    | Н/Д    | Н/Д  |

## Учасниці основної сітки в одиночному розряді

### Сіяні учасниці
| Країна    | Гравчиня             | Рейтинг1 | Сіяна |
| --------- | -------------------- | -------- | ----- |
| Чехія     | Барбора Стрицова     | 18       | 1     |
| Іспанія   | Карла Суарес Наварро | 25       | 2     |
| Угорщина  | Тімеа Бабош          | 30       | 3     |
| Італія    | Роберта Вінчі        | 34       | 4     |
| Німеччина | Лаура Зігемунд       | 37       | 5     |
| Франція   | Алізе Корне          | 44       | 6     |
| Німеччина | Юлія Гергес          | 46       | 7     |
| Румунія   | Моніка Нікулеску     | 47       | 8     |

- 1 Рейтинг подано станом на 3 квітня 2017.

### Інші учасниці
Нижче наведено учасниць, які отримали вайлд-кард на участь в основній сітці:
- Белінда Бенчич
- Ребека Масарова
- Карла Суарес Наварро

Нижче наведено гравчинь, які пробились в основну сітку через стадію кваліфікації:
- Марія Бузкова
- Антонія Лоттнер
- Олександра Соснович
- Маркета Вондроушова

Як щасливий лузер в основну сітку потрапили такі гравчині:
- Ліна Гьорчеська

### Відмовились від участі
До початку турніру
- Алізе Корне →її замінила  Ліна Гьорчеська
- Кірстен Фліпкенс →її замінила  Мона Бартель
- Крістіна Младенович →її замінила  Джулія Босеруп
- Цветана Піронкова →її замінила  Сє Шувей
- Ярослава Шведова →її замінила  Яна Чепелова

## Учасниці основної сітки в парному розряді

### Сіяні пари
| Країна            | Гравчиня      | Країна          | Гравчиня         | Рейтинг1 | Сіяна |
| ----------------- | ------------- | --------------- | ---------------- | -------- | ----- |
| Швейцарія         | Ксенія Нолл   | Нідерланди      | Демі Схюрс       | 99       | 1     |
| Китайський Тайбей | Сє Шувей      | Румунія         | Моніка Нікулеску | 102      | 2     |
| Румунія           | Ралука Олару  | Україна         | Ольга Савчук     | 104      | 3     |
| Бельгія           | Елісе Мертенс | Велика Британія | Гезер Вотсон     | 156      | 4     |

- 1 Рейтинг подано станом на 3 квітня 2017.

### Інші учасниці
Нижче наведено учасниць, які отримали вайлд-кард на участь в основній сітці:
- Амандін Есс /  Ребека Масарова
- Ілена Ін-Альбон /  Леонія Кюнг

## Переможниці

### Одиночний розряд
- Маркета Вондроушова —  Анетт Контавейт, 6–4, 7–6(8–6)

### Парний розряд
- Сє Шувей /  Моніка Нікулеску —  Тімеа Бачинскі /  Мартіна Хінгіс, 5–7, 6–3, [10–7]